# Fabiano Nano Stevens
Pour les articles homonymes, voir Stevens.
Fabiano Nano Stevens, né le 10 juin 1976, est un homme politique vanuatais.

## Biographie
Originaire de l'île d'Espiritu Santo, il naît à la toute fin de l'ère coloniale franco-britannique. En 1980, alors que se profile l'indépendance du Vanuatu, Jimmy Stevens, fondateur du mouvement coutumier Nagriamel, déclare l'indépendance séparée d'Espiritu Santo, fondant la « république de Vemarana » avec notamment Alfred Maliu, Timothy Welles, Georges Cronsteadt et Albert Ravutia. La république sécessionniste est toutefois réprimée par la force des armes par l'État vanuatais nouvellement indépendant et l'île est intégrée au Vanuatu.
Le mouvement Nagriamel demeure dès lors régionaliste mais non plus sécessionniste, et Frankie Stevens, le fils de Jimmy Stevens, est notamment élu député au Parlement de Vanuatu en 1987 avant de se présenter sans succès aux élections législatives de 1998 avec l'étiquette « Vemarana ».
Fabiano Stevens est éduqué dans une école privée à Espiritu Santo, suit ensuite une formation professionnelle à Ambae, puis fonde et gère une entreprise de menuiserie à Luganville, la seule ville de l'île. Président du « mouvement coutumier de fédération du Vemarana et de Nagriamel », il se présente à son tour avec l'étiquette « Vemarana » aux élections législatives de 2020 dans la circonscription de Santo, et est élu au Parlement - où siège également Leonard Pikioune avec l'étiquette Nagriamel,. Fabiano Stevens est battu dans sa circonscription aux élections législatives anticipées de 2022,.
Son lien de parenté avec les autres membres de la famille Stevens n'est pas actuellement connu.